# Sabine Koning
Sabine Koning (Amsterdam, 13 september 1973) is een Nederlandse actrice.
De middelbare school volgde Koning aan het IVKO (Individueel Voortgezet Kunstzinnig Onderwijs). Op elfjarige leeftijd stond ze op de planken in de jeugdmusical Don Quichote van het Snater Theater bij de Krakeling. Ze danste tot haar zestiende bij het ballet van Lucia Marthas.
Koning speelde de rol van Anita Dendermonde in Goede tijden, slechte tijden. Ook speelde ze in de comedy M'n dochter en ik. In de op vrijdagavond 7 maart 1997 uitgezonden aflevering van de RTL 4 politieserie Baantjer; "De Cock en de moord onder nul" had Koning een gastrol. Ze was ook te zien in de jongerenserie Costa!. Vervolgens heeft ze in 2003 meegedaan aan het programma Bobo's in the Bush, waarin ze in de jungle moest zien te overleven. Van 2004 tot en met 2006 was ze te zien in de kindersoap ZOOP.
Op 17 september 2008 maakte Koning bekend dat ze stopte met de rol van Anita Dendermonde in Goede tijden, slechte tijden. Koning vertrok samen met haar vriend naar Los Angeles. Op 30 januari 2009 verliet Koning de serie, na zeventien jaar meegespeeld te hebben. Haar Personage Anita de Jong-Dendermonde overleed op 30 januari 2009 aan de gevolgen van nierfalen.
In 2014 keerde Koning nog 1 keer terug in de rol van Anita Dendermonde in GTST als geest om Rik bij te staan in zijn moeilijke tijden.
Later gaf zij les aan de International Academy of Film and Television.
Sinds 2014 is zij werkzaam als gids in het westen van Amerika.

## Filmografie

### Film
- All Stars: zichzelf (1997)
- Zoop in Afrika: Gaby Meerman (2005)

### Televisie
- Goede tijden, slechte tijden: Anita de Jong-Dendermonde (1992-2003; 2004; 2006-2009, 2014)
- M'n dochter en ik: Tetske (1995)
- Baantjer (De Cock en de moord onder nul): Denise de Miranda (1997)
- Bed & Breakfast (1997)
- Costa!: Deborah (2001)
- Bon bini beach: (2003)
- ZOOP: Gaby Berenger-Meerman (Voorheen Komproe) (2004-2006)
- Het Glazen Huis: Deborah Clarkson (2004)
- Kees & Co: Meisje (2004)
- ONM: Yvonne Hulst (2005; terugkerend)